# Kirchborchen
Kirchborchen is een plaats in de Duitse gemeente Borchen, deelstaat Noordrijn-Westfalen, en telt 4.040 inwoners (gemeentestatistiek per 31 december 2019, excl. tweede-woningbezitters).
De plaats vormt nagenoeg één geheel met het naburige Nordborchen. Ten westen van deze beide plaatsen loopt het riviertje de Alme, alsmede de Autobahn A33. Afrit 29 (Borchen) leidt naar het dorp toe.
Kirchborchen is in het midden van de gemeente gelegen. Het gemeentehuis van de gemeente Borchen staat in Kirchborchen. Ernaast staat een Bürgerhaus, wat ongeveer met een dorpshuis overeenkomt.
De rooms-katholieke St. Michaëlskerk te Kirchborchen werd in haar huidige vorm in romaanse stijl rond 1200 gebouwd. Tussen 1660 en 1907 werd de kerk enkele malen gerestaureerd en/of uitgebreid. De kerk zou relieken bezitten van diverse heiligen, onder wie Johannes de Doper.
De buurt rondom de 17e-eeuwse St.-Galluskapel ten zuidwesten van de dorpskern wordt ter plaatse Gallihöhe genoemd. Tot aan de 17e eeuw lag hier een dorp met de naam Südborchen.
In Kirchborchen staat een zeer groot kloosterachtig gebouwencomplex, met daaromheen een ruim park. Het is een zogenaamd zusterhuis van de Dochters van Liefde van Vincentius a Paulo.
Kasteel Hamborn, enkele kilometers ten oosten van Kirchborchen, na een verwoestende brand in 1929 herbouwd, herbergt een antroposofisch opleidingsinstituut met biologisch akkerbouwbedrijf.
Voor meer gegevens, o.a. over de geschiedenis, zie: Borchen.

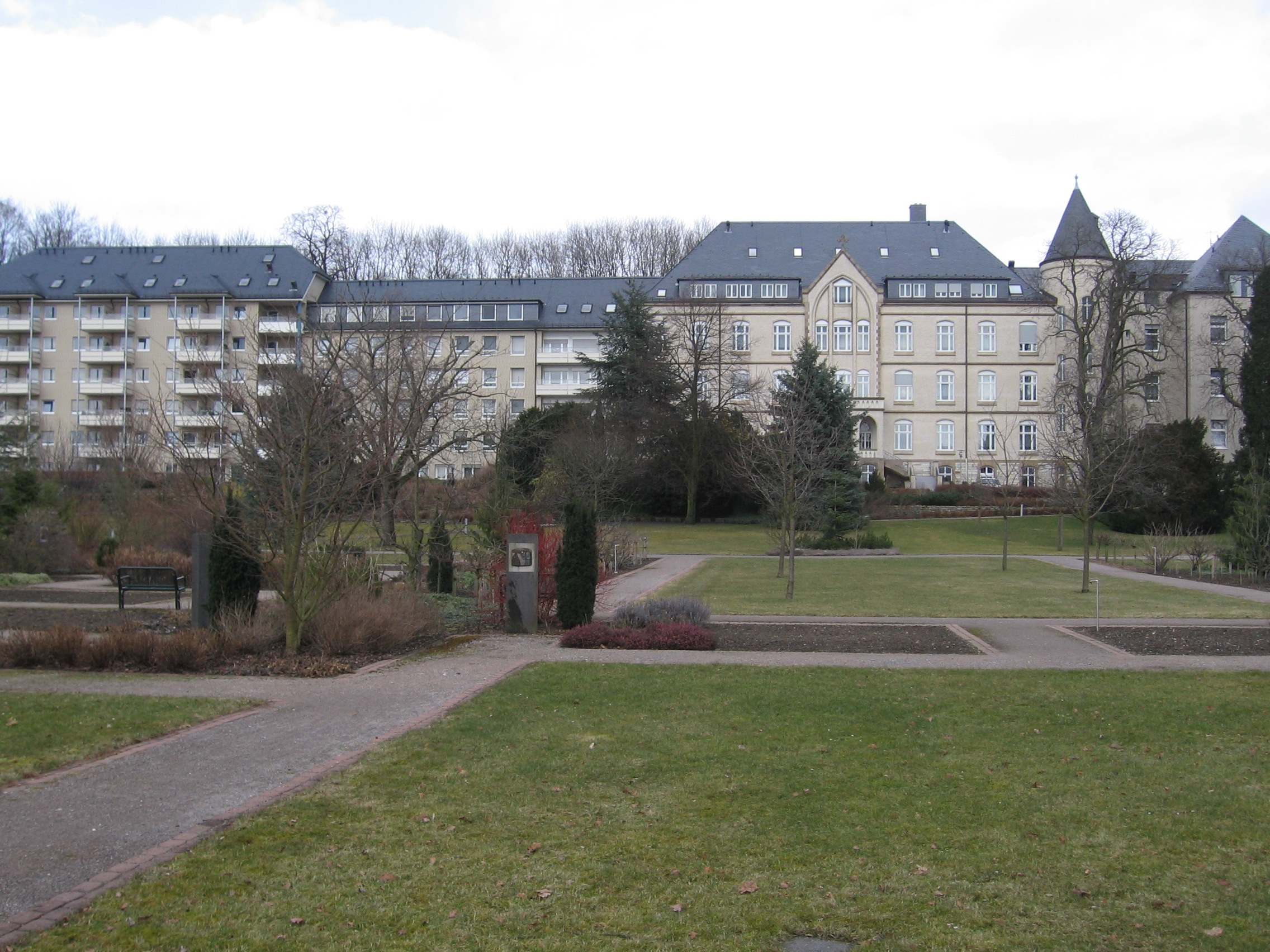
Zusterhuis
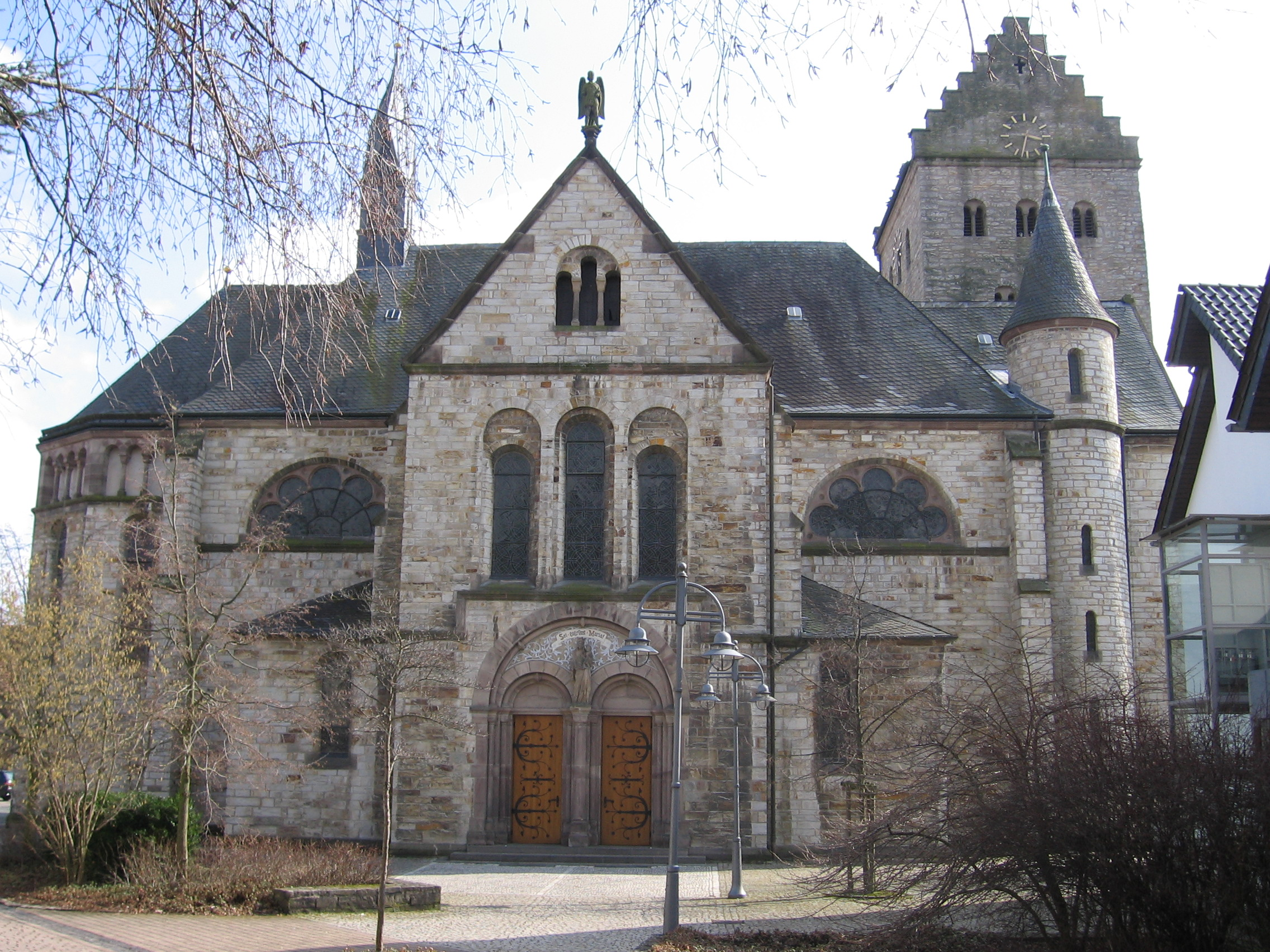
St. Michaëlskerk, Kirchborchen
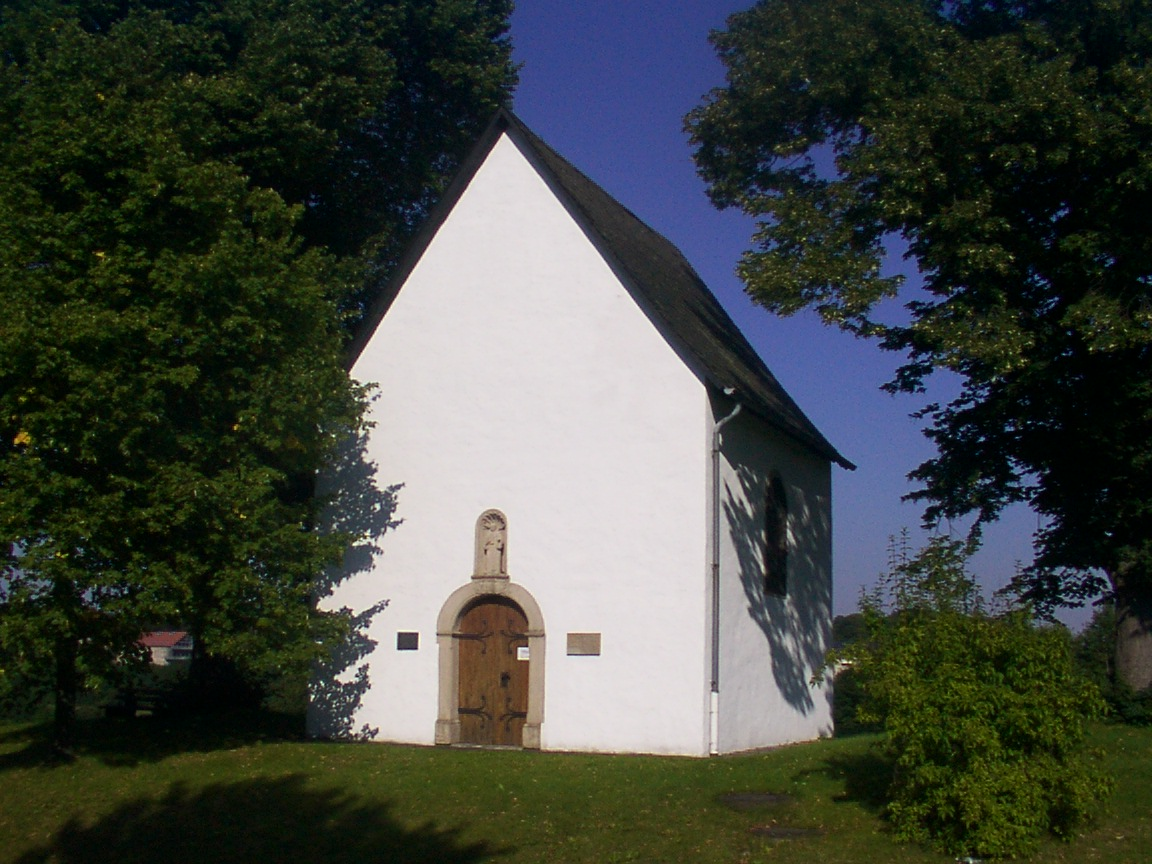
Kirchborchen, St. Galluskapel